# Сальса (соус)
Сальса в гастрономії — це сімейство різноманітних соусів мексиканської кухні.
Якщо в іспаномовній кулінарній традиції словом сальса позначають будь-який вид соусу, то в інших культурах воно стосується саме мексиканських столових соусів, особливо — густого Піко де Галло на основі помідорів і чилі, а також соусу Salsa verde — (зелена сальса).
В мексиканській кухні різноманітні соуси готуються переважно з подрібнених інгредієнтів: овочів, фруктів, трав, насіння, спецій.
У Мексиці різні сорти перцю чилі разом з помідорами є двома основними інгредієнтами більшості соусів.
До сальси додають також цибулю, часник, кінзу, епазот, кмин, гвоздику, чорний перець.
Мексиканські соуси — переважно пряні соуси, оскільки гострота є основним і високо цінованим аспектом кухні цієї країни.
У дослідженні, проведеному в Мексиці місцевим консалтинговим агентством GCE у 2017 році, 92% опитаних заявили що їх щоденні страви не обходяться без соусів.
Соуси Сальса можуть бути сирими або вареними, а подаються зазвичай кімнатної температури; також використовуються як приправи мексиканської й мексикансько-американської кухні, та для чипсів.
В місцевій народній мудрості говориться щодо необхідності споживання такої популярної страви, як тако саме з соусом..
З 2000-х років набула популярності солодка сальса, що поєднує фрукти з перцем, яку подають із замороженими десертами, чізкейками та тістечками.

## Різновиди
Залежно від складників існує велика кількість різновидів сальси.
Широко відомі з них:
- Сальса «роха» (червона) — зі стиглих уварених томатів, паприки, цибулі, часнику та коріандру.
- Сальса «круда» (сира) — з сирих томатів, цибулі, паприки.
- Сальса «верде» (зелена) — з уварених томатільйо.
- Сальса «брава» (дика) — з соусу табаско та майонезу, типовий додаток до страв з картоплі (patatas bravas).
- Сальса «гуакамоле» — з авокадо, соку лайму та солі.

## Застереження
ВООЗ вказує на необхідність бути обережними в приготуванні та зберіганні сальси та будь-яких інших видів соусів, оскільки багато сирих сортів, особливо якщо вони не охолоджені, можуть служити середовищем для росту потенційно небезпечних бактерій.
У 2010 році служба CDC США повідомила, що 1 з 25 хвороб харчового походження в період з 1998 по 2008 рік походить від недбало приготованих або збережених ресторанних соусів.
1. ↑  Salsa. Cambridge Dictionary. Cambridge. Архів оригіналу за 10 квітня 2023. Процитовано 8 вересня 2021.
2. ↑  Salsa. Collins Dictionary. Collins Dictionary. Архів оригіналу за 22 березня 2023. Процитовано 8 вересня 2021.
3. 1 2  García Garza, Domingo (2011). Una etnografía económica de los tacos callejeros en México. El caso de Monterrey (PDF). Т. 19, № 37. Estudios Sociales: Revista de investigación científica. с. 42. Процитовано 12 березня 2020.
4. ↑  Salsas y Chiles (PDF). Kaleydoscopio, «Gabinete de Comunicación Estratégica». 12 січня 2017. Процитовано 10 травня 2020.
5. ↑  Smith, Andrew F. (2009). Salsa. Oxford Companion to American Food and Drink. Oxford: Oxford University Press. с. 517. ISBN 978-0195387094.
6. ↑  The Oxford Encyclopedia of Food and Drink in America. с. 644.
7. ↑  Larry R. Beuchat. Surface decontamination of fruits and vegetables eaten raw: a review (PDF). World Health Organization. Архів оригіналу (PDF) за 5 квітня 2011. Процитовано 22 липня 2010.
8. ↑  Salsa and Guacamole Increasingly Important Causes of Foodborne Disease. Архів оригіналу за 16 липня 2010. Процитовано 23 липня 2010.